# Карл Шведски
Принц Карл Шведски, херцог Вестергьотландски (на шведски: Carl av Sverige, hertig av Västergötland; 27 февруари 1861 — 24 октомври 1951), роден като Оскар Карл Вилхелм (на шведски и на норвежки: Oscar Carl Wilhelm av Sverige och Norge), е шведски и норвежки принц от династията Бернадот, трети син на краля на Швеция и Норвегия Оскар II и брат на краля на Швеция Густав V.
През 1898 г. шведският художник Андерс Зорн рисува портрет на младия принц, къдего го изобразява в син мундир и така възниква прозвището му „синия принц“. В спомените си от Русия благородникът пише, че „е много огорчен от деспотизма на тамошната държава и от огромната разлика в качеството на живот между богати и бедни.“ От 1906 г. до 1945 г. принц Карл е председател на шведския Червен кръст. За тези години той успява да организира и проведе многобройни хуманитарни международни операции и да окаже помощ на голям брой деца и военнопленници по време на войните.
На Принц Карл Шведски в София е кръстен днешншят бул. „Княз Дондуков-Корсаков“. Името „Принц Крал Шведски“ е дадено на булеварда от Софийската община през 1933 г. за заслугите му за освобождаване на държаните в плен от Антантата 150 000 български войници. Принцът апелира световното обществено мнение за съдбата на българските войници, пише лични писма до президентите на САЩ и на Франция, до близките му английски и италиански крал, до колегите си от червените кръстове в САЩ и Британия като настоятелно излага положението на българските пленници и на България въобще, моли и настоява за бърза намеса. Принц Крал Шведски полага изключително големи и също до възможната степен успешни усилия и за подпомагане на децата на бежанците от предадените след войната български територии. В началото на 20-те години на ХХ век Цар Борис III удостоява принц Карл Шведски с Великия кръст на първостепенния български орден „Свети Александър“.